# Edward Gibson
Edward George Gibson (Ph.D.) (Buffalo, 8 novembre 1936) è un ex astronauta e ingegnere statunitense.

## Dati personali
Gibson nacque l'8 novembre 1936 a Buffalo, New York. È sposato con Julie Anne Volk nativa di Tonawanda, New York. È padre di quattro figli. Spende la maggior parte del suo tempo libero dedicandosi all'atletica leggera (corsa sulla lunga distanza), al nuoto, alla fotografia, al volo ed al motociclismo.

## Educazione
Gibson concluse l'istruzione di secondo grado presso la Kenmore Senior High School di New York. Nel 1959 raggiunse il titolo di bachelor in ingegneria presso l'Università di Rochester seguito un anno dopo dal master, sempre in ingegneria (con campo speciale la propulsione mediante razzi - jet), ottenuto dal California Institute of Technology. La laurea in ingegneria e fisica gli venne conferita sempre dal California Institute of Technology a giugno del 1964.

## Esperienze
Mentre studiava ancora presso il California Institute of Technology - Caltech -, Gibson collaborava come assistente di ricerca nel campo della propulsione mediante razzi jet e fisica classica. Eseguì delle pubblicazioni tecniche riferentesi al campo della fisica plasmica e fisica solare. Da giugno 1964 a giugno 1965, cioè prima di passare alla NASA collaborò come scienziato di ricerca presso gli Applied Research Laboratories della Philco Corporation di Newport Beach in California. Durante questo periodo fece importanti ricerche nel campo della tecnica laser e della frazione ottica di gas. Dopo essere passato alla NASA scrisse un libro relativo alla fisica solare pubblicato con il titolo The Quiet Sun. (Il silenzioso Sole).
L'addestramento da astronauta di Gibson fu indirizzato principalmente sulla fisica solare, l'osservazione di comete, studi delle risorse terrestri, medicina spaziale e sulla fisiologia e le reazioni umane durante un volo nello spazio. Il suo addestramento non rimase solo teorico, dato che poté partecipare attivamente all'acquisizione di dati in questo campo volando nello spazio durante la missione dello Skylab 4 nel ruolo di scienziato-pilota.
Raggiunse più di 4.300 ore di volo di cui 2.270 ore su aerei jet.

## Esperienze alla NASA
Il dott. Gibson venne scelto dalla NASA a giugno del 1965 con il 4 gruppo selezionato e con il primo comprendente degli scienziati-astronauta. Dovette sottoporsi ad un addestramento da pilota della durata di 53 settimane presso la Williams Air Force Base in Arizona che gli consentì di ottenere le wings (ali = abilitazione da pilota) da parte dell'aeronautica militare americana - U.S. Air Force. Ha pilotato diversi elicotteri e l'aereo T-38 Talon.
Fece parte dell'equipaggio di supporto della missione dell'Apollo 12, la seconda ad allunare, assumendo particolarmente il ruolo di Capcom. Partecipò attivamente alla progettazione ed al collaudo di molteplici elementi componenti la stazione spaziale Skylab.
Il suo primo ed unico volo nello spazio fu la missione dello Skylab 4, nel ruolo di scienziato-pilota. Si trattò della terza ed ultima missione equipaggiata a visitare il laboratorio spaziale statunitense. La stessa si svolse tra il 16 novembre 1973 e l'8 febbraio 1974. Fino a tale data nessuna missione aveva avuto una durata più lunga ed il record di 84 giorni, 1 ora e 15 minuti (per l'esattezza corrispondente a 2.017 ore, 15 minuti e 32 secondi) verrà appena battuto a marzo del 1978. Oltre al dott. Gibson fecero parte dell'equipaggio che percorse una distanza di 55,2 milioni di chilometri (pari a 34,5 milioni di miglia) il comandante Gerald Paul Carr ed il pilota William Pogue. Riuscirono a completare con successo ben 56 esperimenti, 26 dimostrazioni scientifiche, 15 osservazioni di dettagli di obbiettivi e 13 ricerche di studio durante le loro 1.214 orbite terrestri. Svolsero una moltitudine di osservazioni terrestri avvalendosi dell'apposita telecamera e di un adeguato sensore. Il dott. Gibson fu il membro dell'equipaggio responsabile principalmente per le 338 ore di operazioni con l'Apollo Telescope Mount, cioè un congegno per eseguire delle osservazioni relative ai singoli processi che si svolgono sulla superficie solare.
Dr. Gibson svolse pure 15 ore e 17 minuti di attività extraveicolare durante questa missione.
Gibson si ritirò dal ruolo di astronauta attivo a dicembre del 1974 per potersi dedicare esclusivamente agli studi dei dati acquisiti durante le missioni dello Skylab relativi alla fisica solare passando alla Aerospace Corporation di Los Angeles in California con l'incarico di capo scienziato. A partire da marzo del 1976, collaborò come consulente per un anno presso la ERNO Raumfahrttechnik GmbH, in Germania. Tale ditta partecipò attivamente allo sviluppo dello Spacelab e la collaborazione venne finanziata come premio conferito ad uno scienziato da parte della fondazione Alexander von Humboldt. A marzo del 1977, fece ritorno all'ufficio degli aspiranti candidati astronauti, assumendo il ruolo di direttore per la scelta dei candidati scienziati-astronauta.

## Dopo la NASA
Dopo la carriera della NASA, il dott. Gibson diresse diversi programmi di organizzazione e assunse posizioni nei direttivi con Booz, Allen ed Hamilton e la TRW, rimanendo comunque sempre nel campo dello sviluppo spaziale e di energia in generale. Fu presidente del Oregon Museum of Science and Industry.
Ad ottobre del 1990, il dott. Gibson fondò la ditta diretta in proprio Gibson International Corporation. La società si occupa principalmente della consulenza per l'organizzazione di programmi, per lo sviluppo di mercato ed il disegno e sviluppo di infrastrutture per operazioni spaziali. Attualmente è vicepresidente anziano della Science Applications International Corporation la società madre della EROS Data Center Operation di Sioux Falls nel Dakota del Sud dove svolge l'incarico di dirigente.
Ha raggiunto un notevole campo di pubblicazioni tra le quali spiccano un libro di fisica solare, due romanzi (Doubleday and Bantam, Reach e In the Wrong Hands) nonché particolarmente la pubblicazione The Greatest Adventure una raccolta di storie e fotografie delle missioni nello spazio di più astronauti e cosmonauti di tutte le parti del mondo.
Il dott. Gibson è pluridecorato di onorificenze nazionali ed internazionali sia nel campo militare che in campo civile. È membro di influenti associazioni americane e gli vennero conferite le lauree honoris causa dall'Università di Rochester (New York) e dal Wagner College di Staten Island, New York - entrambe nel 1974.